# 蜘蛛網 (電影)
是一部2023年上映的韓國劇情片，由金知雲執導，宋康昊、林秀晶、吳正世、全余贇、鄭秀晶主演。该片入选第76届戛纳电影节非竞赛单元，于当地时间5月25日晚在卢米埃尔大剧院举行全球首映。韩国于2023年9月27日上映。
2023年被選為第20屆香港亚洲电影节開幕影片，並於10月26日在香港正式上映。

## 劇情概要
韓國電影在20世紀70年代被稱為「縱火」，處於只有通過殺氣騰騰的劇本審查才能進行拍攝的維新時期。金導演（宋康昊 飾）的電影《蜘蛛窩》已經結束了全部拍攝，但他突然認為把結局重新進行修改拍攝後一定能成為傑作，並陷入了這種強迫，面對無法理解更換劇本的演員們、審查當局的妨礙以及製作人的反對，他在如此惡劣的條件下因強行拍攝而發生一系列淒慘和哭笑不得的故事。

## 演員陣容
- 宋康昊 饰演 金烈导演

1970年代是梦想和艺术都需要进行审查的年代，金导演在大获成功的出道作之后一直被人恶评和嘲笑。他的新作《蜘蛛网》已经完成了拍摄，但连续几天梦到给予灵感的新结局，他预感只要按照梦里的结局拍摄，这部电影就一定能成为佳作，因此计划追加拍摄两天。
- 林秀晶 饰演 李敏子

1970年代的資深女演員，在金導演電影《蜘蛛窩》中飾演姜浩世的妻子。在乱成一团的拍摄现场也尽自己最大努力认真拍摄，不因周围的状况而发生动摇。
- 吳正世 饰演 姜浩世

风靡1970年代的顶级人气明星，虽然是有妇之夫，但却一直与女新人们传出绯闻，自称是「感情泛滥」的花花公子。金导演电影《蜘蛛网》的男主角，饰演一名工厂厂长，与在工厂工作的年轻女职员宥琳发生婚外情，因剧情与自己的现实产生重叠而让他陷入混乱。
- 全余贇 饰演 申美度

韩国顶级电影公司「申成电影」的接班人，叔叔是电影界的巨匠、金导演的老师「申导演」，负责金导演电影《蜘蛛网》的财政工作。在叔母兼电影制作人「白会长」出差期间，她看了金导演修改后的剧本，预感修改后的电影会成为杰作，因此在恶劣的条件下依然努力推动电影继续拍摄，是唯一无条件支持金导演的人。
- 鄭秀晶 饰演 韓宥琳

1970年代在忠武路人氣急速上升的新人女演員，片约不断，华丽的外貌和蛊惑性的魅力让她完全不输于时下的顶级明星。金導演電影《蜘蛛窩》的主演之一，饰演一名工厂的年轻女工，在如绮罗星般的前辈之间也毫不气馁，将自己独有的魅力展现在大银幕上。她是最后加入电影重拍的主演，在发现副导演说只需拍摄一天的谎言后，歇斯底里地想逃脱出去。
- 朴貞洙 饰演 吴女士

几乎出演了1970年代所有电影的老将演员，她在金导演的电影中饰演婆婆，面对金导演重拍的要求也展现出前辈游刃有余的样子。她本以为只需要重拍一天便来到了拍摄现场，但发现从最初的设定开始都要重拍的180度大转变的剧本后大吃一惊。虽然她对金导演向来各种事特别多的拍摄现场很是熟悉，但对当下全是妨碍和阻挠，甚至连负责电影审查的职员都来到现场的状况却感到很新鲜。
- 張榮男 饰演 白會長

韩国顶级电影制作公司、也是《蜘蛛窩》製作公司「申成电影」的代表，她无法理解也不想接受金导演执意重拍电影结局的要求。但是因为她正在出差不在拍摄现场，金导演强行用未经审议的剧本进行拍摄，令电影公司面临倒闭的危机。她站在金导演的对立面，想让金导演认清现实，当她出现在变成阿修罗场的拍摄现场时，气氛变得更加紧张。
- 金珉才 饰演 金部長

「申成电影」行政与实务的负责人。
- 金東英 饰演 副导演

與金導演長期合作的副导演。
- 金在建 饰演 姜会长
- 张光 饰演 崔局长
- 鄭寅基 饰演 猎人

和金導演長期合作的演員，在電影《蜘蛛窩》中飾演獵人。
- 張南烈 饰演 朴柱史

在電影《蜘蛛窩》拍攝現場審查電影內容的文工部職員。
- 郑基燮 饰演 黄班长
- 金重熙 饰演 具博士

在金导演的电影《蜘蛛网》中饰演具警官的演员。
- 金文鹤 饰演 摄影师
- 姜彩英 饰演 场记

《蜘蛛网》剧组的场记，在金导演身边仔细记录拍摄的相关内容。
- 李养熙 饰演 评论家1
- 裴盛日 饰演 评论家2
- 南志宇 饰演 摄影机领收组职员
- 嚴泰九 饰演 严泰九（友情出演）
- 廉惠蘭 饰演 姜浩世的夫人（友情出演）
- 鄭雨盛 饰演 申相浩导演（特别出演）

金导演的老师，书写韩国电影新历史且让「申成电影」成为大韩民国最出色电影公司的当代天才电影导演。

## 製作

### 发展
据报道，该片将会采用黑白色调与彩色色调融为一体的形式进行制作，预计会是一部破坏形式和体裁的商业电影。电影《東柱：時代詩情》的编剧申渊植将担任该片的监制、编剧和导演。2020年8月，因该片沉重深奥的剧本和100%室内拍摄需要大规模地布置摄影棚，投资商与发行商难以做出投资决定，制作暂时中断；宋康昊决定出演导演申渊植的另一部电影《1勝》。2021年11月，媒体报道金知雲将担任该片导演，其与宋康昊等电影人共同成立的电影制作公司Ansology Studio负责制作，金知云开始该片剧本的改编工作。2022年1月，文化内容企业Barunson向该片投资94亿韩元。

### 选角
2020年6月，媒体报道宋康昊将主演导演申渊植执导的新片《蜘蛛网》，预计将在《非常宣言》拍摄结束后开拍；随后，宋康昊方面和导演申渊植均证实了该消息。2021年12月，媒体报道林秀晶与全余贇加盟该片。2022年1月，媒体报道金珉才、吴正世参演该片。
2022年2月，正式宣布宋康昊、林秀晶、吴正世、全余贇及鄭秀晶出演该片。2022年4月，鄭仁基确认参演该片；媒体报道姜彩英参演该片；媒体报道鄭雨盛客串该片。2022年5月，張南烈确认参演该片。2022年6月，媒体报道金重熙参演该片；朴貞淑、張英南、金珉才及金东英确认参演该片。金重熙与姜彩英于2023年9月正式确认参演。

### 拍摄
2022年3月8日開機拍攝，6月6日殺青。

### 损益平衡点
据媒体报道，该片制作费约为96亿韩元，损益平衡点推算约为200万观影人次。

## 發行
發行商Barunson E&A的代表安恩美於2023年1月接受採訪表示，該片大部分後期製作已經完成，正在準備參加包括戛纳电影节在內的各大電影節活動，目標是在2023年夏天之前上映。2023年8月10日发布首款韩国预告海报和预告片，宣布于9月中秋档期在韩国上映；8月31日宣布定于9月27日在韩国上映，与姜棟元主演的《千博士驱魔研究所：雪景的秘密》、河正宇主演的《1947波士顿》同日上映。片方透露该片海外版权销往187个国家与地区，台湾、香港、菲律宾、泰国、新加坡、印度尼西亚、蒙古等大部分亚洲地区以及澳大利亚、新西兰、法国等地计划与韩国同步上映。同年11月8日起提供IPTV与VOD点播服务。
该片先后受邀参加第71届墨尔本国际电影节、第67届BFI伦敦电影节、第56届锡切斯国际奇幻电影节及第20届香港亚洲电影节，并入围第70届悉尼电影节与第19届北美奇幻电影节的竞赛单元。

## 争议
已故韩国知名导演金绮泳的遗属认为该片中宋康昊饰演的金导演以金绮泳的原型并对其进行负面地描写，侵犯了金绮泳的人格权和肖像权，遂向法院提起禁止上映的假处分诉讼。遗属表示导演金知云在过去的采访中曾表示该片是以已故导演金绮泳为主题，该片入选第76届戛纳国际电影节时显示金导演的名字为，並且金导演在片中戴着眼镜叼着烟斗的造型都让人联想到已故的金绮泳导演。片方否认这一指控，表示该片刻画的主人公是能够投映任何导演或创作者的虚构角色，片方会积极与遗属进行沟通，并在此后的宣传营销过程中尽最大努力防止误认的可能性。2023年9月18日，首尔中央地方法院开庭审理该案，双方代理律师在庭上表示已达成和解协议，因此电影《蜘蛛网》将按原计划于9月27日在韩国上映。

## 反响

### 评价
韩国电影杂志《Cine21》共有6位专业影评人给该片打分，平均得分6.67/10。

### 票房
在韩国上映首日（9月27日）以4万2千余名观影人次的票房成绩位列单日票房排行榜第4名。上映首周周末三日（9月29日至10月1日）动员12万6788人次观众，不敌同日上映的《千博士驱魔研究所：雪景的秘密》与《1947波士顿》，位列2023年第39周周末票房排行第3名，累计观影人次超过22万。在韩国9月28日至10月3日的黄金中秋假期期间，该片一直以4万观影人次左右的票房成绩维持在单日票房排行第3名，曾一度被同日开画的美国恐怖片《鬼修女II》挤至第4名；随着姜河那、庭沼玟主演的《30天》和美国科幻片《A.I.創世者》等新片上映，该片在连休最后一天的10月3日，单日票房排名跌至第7名，累计观影人次26万5千余名。

## 獎項榮譽
| 年份   | 颁奖礼                     | 奖项                | 入围者             | 结果 | 参考          |
| ------ | -------------------------- | ------------------- | ------------------ | ---- | ------------- |
| 2023年 | 第59屆大鐘賞               | 最優秀作品          | 《蜘蛛网》         | 提名 | [ 52 ]        |
| 2023年 | 第59屆大鐘賞               | 最佳男主角          | 宋康昊             | 提名 | [ 52 ]        |
| 2023年 | 第59屆大鐘賞               | 最佳男配角          | 吳正世             | 獲獎 | [ 52 ]        |
| 2023年 | 第59屆大鐘賞               | 最佳女配角          | 鄭秀晶             | 提名 | [ 52 ]        |
| 2023年 | 第59屆大鐘賞               | 最佳女配角          | 全汝彬             | 提名 | [ 52 ]        |
| 2023年 | 第59屆大鐘賞               | 最佳導演            | 金知雲             | 提名 | [ 52 ]        |
| 2023年 | 第59屆大鐘賞               | 最佳劇本            | 申淵植             | 提名 | [ 52 ]        |
| 2023年 | 第59屆大鐘賞               | 最佳攝影            | 金志勇             | 提名 | [ 52 ]        |
| 2023年 | 第59屆大鐘賞               | 最佳配樂            | Mowg               | 提名 | [ 52 ]        |
| 2023年 | 第59屆大鐘賞               | 最佳剪輯            | 楊勁莫             | 提名 | [ 52 ]        |
| 2023年 | 第59屆大鐘賞               | 最佳視覺效果        | 朴聖鎮（VFX）      | 提名 | [ 52 ]        |
| 2023年 | 第59屆大鐘賞               | 最佳音響效果        | 崔泰元             | 提名 | [ 52 ]        |
| 2023年 | 第59屆大鐘賞               | 最佳美術            | 郑伊珍             | 提名 | [ 52 ]        |
| 2023年 | 第59屆大鐘賞               | 最佳服裝            | 崔義榮             | 提名 | [ 52 ]        |
| 2023年 | 第44届青龙电影奖           | 最優秀作品          | 《蜘蛛网》         | 提名 | [ 53 ]        |
| 2023年 | 第44届青龙电影奖           | 最佳導演            | 金知雲             | 提名 | [ 53 ]        |
| 2023年 | 第44届青龙电影奖           | 最佳男主角          | 宋康昊             | 提名 | [ 53 ]        |
| 2023年 | 第44届青龙电影奖           | 最佳男配角          | 吳正世             | 提名 | [ 53 ]        |
| 2023年 | 第44届青龙电影奖           | 最佳女配角          | 鄭秀晶             | 提名 | [ 53 ]        |
| 2023年 | 第44届青龙电影奖           | 最佳女配角          | 全汝彬             | 獲獎 | [ 53 ]        |
| 2023年 | 第44届青龙电影奖           | 最佳攝影照明        | 金志勇、朴俊宇     | 提名 | [ 53 ]        |
| 2023年 | 第44届青龙电影奖           | 最佳劇本            | 申淵植             | 提名 | [ 53 ]        |
| 2023年 | 第44届青龙电影奖           | 最佳配樂            | Mowg               | 提名 | [ 53 ]        |
| 2023年 | 第44届青龙电影奖           | 最佳美術            | 郑伊珍             | 獲獎 | [ 53 ]        |
| 2023年 | 第44届青龙电影奖           | 最佳剪輯            | 楊勁莫             | 提名 | [ 53 ]        |
| 2023年 | 第10届韓國電影製作人協會獎 | 最佳导演            | 金知云             | 獲獎 | [ 54 ]        |
| 2023年 | 第10届韓國電影製作人協會獎 | 最佳攝影            | 金志勇             | 獲獎 | [ 54 ]        |
| 2023年 | 第10届韓國電影製作人協會獎 | 最佳配樂            | Mowg               | 獲獎 | [ 54 ]        |
| 2023年 | 第10届韓國電影製作人協會獎 | 最佳美術            | 郑伊珍             | 獲獎 | [ 54 ]        |
| 2023年 | 第28届春史電影獎           | 最佳导演            | 金知云             | 獲獎 | [ 55 ] [ 56 ] |
| 2023年 | 第28届春史電影獎           | 最佳男主角          | 宋康昊             | 提名 | [ 55 ] [ 56 ] |
| 2023年 | 第28届春史電影獎           | 最佳女配角          | 郑秀晶             | 獲獎 | [ 55 ] [ 56 ] |
| 2023年 | 第28届春史電影獎           | 最佳女配角          | 全汝彬             | 提名 | [ 55 ] [ 56 ] |
| 2023年 | 2023年度女性电影人奖       | 最佳技术            | 郑伊珍（美术指导） | 獲獎 | [ 57 ]        |
| 2024年 | 第22届导演选择奖           | 电影部门 最佳导演   | 金知云             | 提名 | [ 58 ]        |
| 2024年 | 第22届导演选择奖           | 电影部门 最佳剧本   | 申渊植             | 提名 | [ 58 ]        |
| 2024年 | 第22届导演选择奖           | 电影部门 最佳女演员 | 全汝彬             | 提名 | [ 58 ]        |
| 2024年 | 第22届导演选择奖           | 电影部门 最佳女演员 | 郑秀晶             | 提名 | [ 58 ]        |
| 2024年 | 第22届导演选择奖           | 电影部门 最佳男演员 | 宋康昊             | 提名 | [ 58 ]        |
| 2024年 | 第22届导演选择奖           | 电影部门 新女演员奖 | 郑秀晶             | 提名 | [ 58 ]        |
| 2024年 | 第22届佛罗伦萨韩国电影节   | 评审团大奖          | 《蜘蛛网》         | 獲獎 | [ 59 ]        |
| 2024年 | 第60届百想艺术大奖         | 电影部门 最佳影片   | 《蜘蛛网》         | 提名 | [ 60 ]        |
| 2024年 | 第60届百想艺术大奖         | 电影部门 艺术奖     | 郑伊珍（美术指导） | 提名 | [ 60 ]        |
| 2024年 | 第60届百想艺术大奖         | 電影部門 女子配角獎 | 郑秀晶             | 提名 | [ 60 ]        |
| 2024年 | 第33屆釜日電影獎           | 最佳電影            | 《蜘蛛网》         | 提名 |               |
| 2024年 | 第33屆釜日電影獎           | 最佳導演            | 金知雲             | 提名 |               |
| 2024年 | 第33屆釜日電影獎           | 最佳男主角          | 宋康昊             | 提名 |               |
| 2024年 | 第33屆釜日電影獎           | 最佳男配角          | 吳正世             | 提名 |               |
| 2024年 | 第33屆釜日電影獎           | 最佳女配角          | 全汝彬             | 提名 |               |
| 2024年 | 第33屆釜日電影獎           | 最佳新人女演員      | 鄭秀晶             | 獲獎 |               |
| 2024年 | 第33屆釜日電影獎           | 最佳攝影            | 金志勇             | 提名 |               |
| 2024年 | 第33屆釜日電影獎           | 最佳配樂            | Mowg               | 獲獎 |               |
| 2024年 | 第33屆釜日電影獎           | 最佳美術／技術      | 郑伊珍 (美術)      | 提名 |               |
| 2024年 | 第44届韩国电影评论家协会奖 | 最佳技术            | 郑伊珍 (美術)      | 獲獎 |               |
| 2024年 | 第44届韩国电影评论家协会奖 | 十佳电影            | 《蜘蛛网》         | 獲獎 |               |
| 2024年 | 第44届黄金摄影奖           | 最佳导演            | 金知雲             | 獲獎 | [ 61 ]        |
| 2024年 | 第44届黄金摄影奖           | 最佳男主角          | 宋康昊             | 獲獎 | [ 61 ]        |